# Amphithera smaragdopa
Amphithera smaragdopa är en fjärilsart som beskrevs av Edward Meyrick 1921. Amphithera smaragdopa ingår i släktet Amphithera och familjen bronsmalar. Inga underarter finns listade i Catalogue of Life.